# Голландская операция (1944)

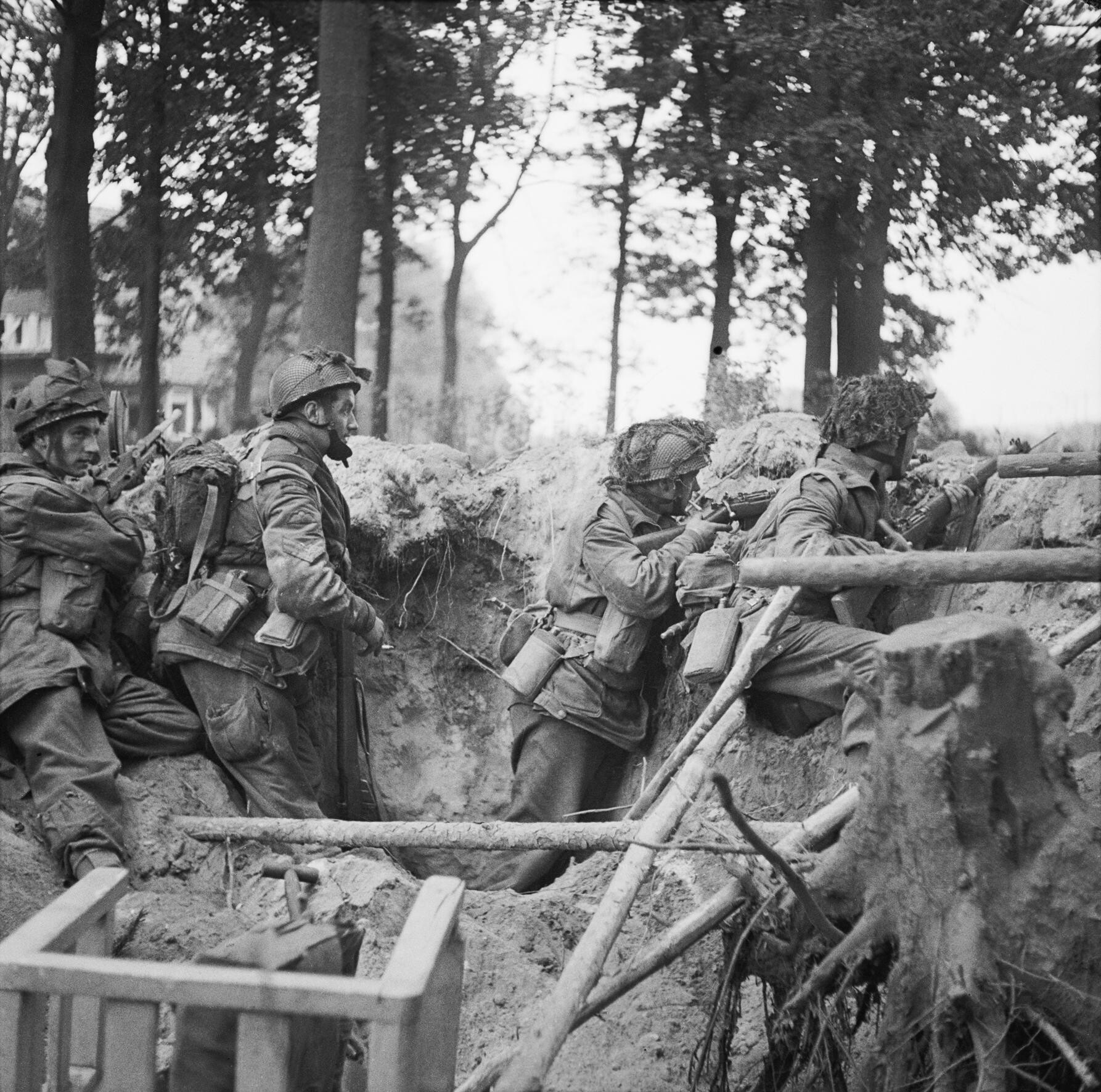
Солдаты 1-го парашютно-десантного батальона 1-й британской воздушно-десантной дивизии. 17 сентября 1944 года

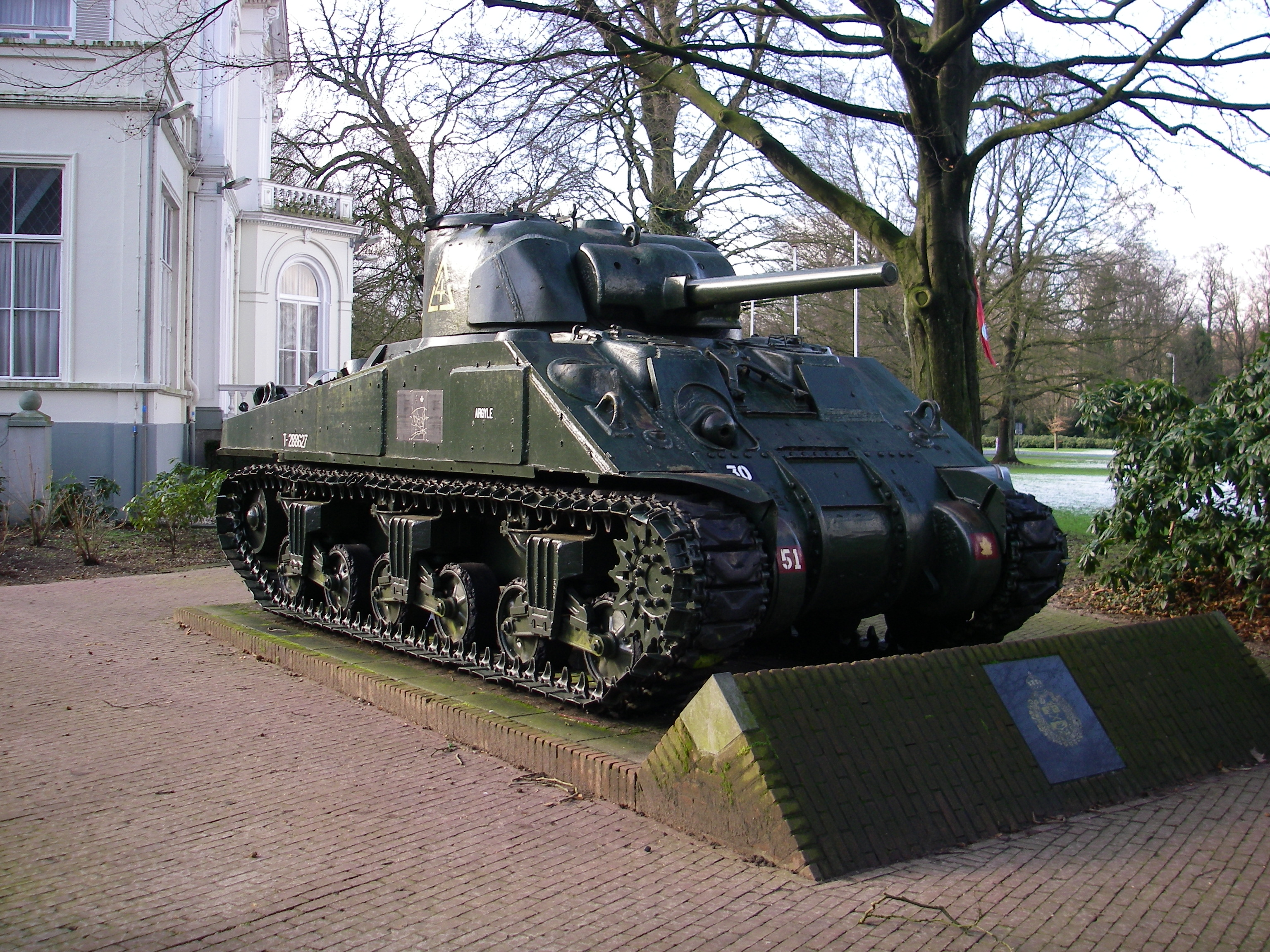
Танк Шерман у входа в парашютный музей Хартенштайн, г. Остербек

Голландская операция (1944) (кодовое наименование Операция «Маркет — Гарден», англ. Market Garden) — военная операция союзников, проводившаяся с 17 по 27 сентября 1944 года  в Нидерландах во время Второй мировой войны. В ходе операции была произведена одна из крупнейших за всю историю высадка воздушного десанта. Данная операция является крупнейшим провалом союзников за всю войну и последней крупной победой вермахта.

## Предпосылки
После поражения в Нормандской операции и операции «Кобра» остатки немецких войск к концу августа отступили к немецкой границе, к укреплениям «Линии Зигфрида». В результате быстрого наступления во Франции и Бельгии коммуникации Союзников растянулись. 4 сентября 1944 года их продвижение приостановилось.
Причиной задержки наступления стали проблемы со снабжением, так как в их распоряжении к этому времени был единственный порт — Шербур. Железные дороги были разрушены бомбардировками, и все необходимое для армии приходилось доставлять на грузовиках из Нормандии. Другая причина заключалась в местности: прорезанная многочисленными каналами и реками территория Нидерландов ставила наступление в зависимость от мостов, тем самым упрощая задачу для немецкой обороны.
Монтгомери планировал наступление на Везель и Арнем, с использованием воздушно-десантных сил, которые должны захватить мосты через Рейн и даже доверительно сообщил начальнику генерального штаба, что рассчитывает войти в Берлин через две-три недели. Но находящийся в Шартре Эйзенхауэр в очередной раз изменил своё решение.
На личной встрече Монтгомери доказывал Эйзенхауэру, используя в основном те же доводы, что Паттон и Брэдли, что единый и мощный, похожий на удар рапирой, наступательный бросок в сторону Берлина ускорит коллапс немецкой воли, подобно тому, который произошел в 1918 году. Этого можно было достичь, используя 1-ю союзную воздушно-десантную армию для захвата 100-км коридора от бельгийской границы до низовий Рейна в Арнеме, по которому устремится вперед 21-я группа армий с 30-м корпусом в авангарде. Даже если Германия не капитулирует, союзники обойдут с фланга «Линию Зигфрида» и захватят плацдарм на другой стороне Рейна.
Дополнительный довод был получен в то же утро в секретной телеграмме от начальника британского генерального штаба. 48 часов назад начались давно ожидаемые обстрелы Лондона баллистическими ракетами «Фау-2». Немцы запускали их с мобильных установок в пригородах Гааги, и единственной надеждой на прекращение дальнейших обстрелов, кроме уничтожения этого голландского города бомбардировочной авиацией, была наступательная операция, в результате которой 21-я группа армий отрежет Нидерланды от Германии.
Операция получила кодовое название «Маркет Гарден»: «Маркет» означало десантную составляющую, а «Гарден» — наземную. Однако сочетание этих слов в прямом порядке в английском языке означает просто-напросто «огород» — таким образом название отражало желание союзного командования добиться координации и синергизма действий двух отдельных элементов в рамках общей задачи. Оба командующих сошлись на том, что операция должна начаться в воскресенье, 17 сентября. В случае удачи, предполагалось закончить войну с Германией к Рождеству (концу декабря) 1944 года взятием Берлина.

## План операции
План операции принадлежал британскому фельдмаршалу Б. Монтгомери и был утвержден Эйзенхауэром. Замысел Союзников заключался в обходе Линии Зигфрида путём наступления на север, в район Арнема, захвата мостов через Маас, Ваал, Нижний Рейн, и поворота в промышленные районы Германии. Захват голландских портов должен был решить проблему со снабжением. В общей сложности наступающим механизированным частям предстояло преодолеть около сотни километров от городка Неерпельт до Арнема, пересекая при этом по меньшей мере девять водных преград. Для удобства весь коридор был поделен на три сектора, получивших наименования от названий крупных городов, расположенных в данных секторах — Эйндховен, Неймеген и Арнем. Каждый из них был закреплен за одной из парашютных дивизий.
Немецкая сторона собирала отступавшие части, подводила подкрепления и выстраивала оборону вдоль Рейна с целью недопущения Союзников на территорию Германии.

### Операция «Маркет»
В операции «Маркет» парашютистам предстояло узкой «ковровой дорожкой» высадиться в юго-восточной части Нидерландов на участке Эйндховен — Арнем. Удаление мест выброски от линии фронта — 60-90 км. Главная цель — захват мостов через реки Доммель, Аа, Маас, канал Вильгельмины, канал Маас — Ваал и далее к Рейну.

### Операция «Гарден»
Основные силы 30-го корпуса должны были наступать на Эйндховен, Неймеген и Арнем на соединение с высадившимся десантом.

## Ход операции
17 сентября с разных взлётных полей для выполнения плана «Маркет Гарден» в воздух поднялись 1344 транспортных самолёта «Дакота», 491 десантный планер (при соответствующем числе буксировщиков), 1113 бомбардировщиков и 1240 истребителей.
Вторая волна, стартовавшая на следующее утро, насчитывала 1360 транспортников и 1203 планера с буксировщиками.
Всего в тылу противника было высажено 34 876 солдат и офицеров, 568 артиллерийских орудий, 1926 единиц транспортных средств. За всю операцию в расположение трех воздушно-десантных дивизий было доставлено 5227 тонн грузов. Для немцев появление в небе союзных парашютистов стало настоящим сюрпризом.
К 15:00 все силы десанта были сгруппированы и приступили к выполнению задач.
Основные силы британцев приземлились в районе, удаленном от своей главной цели — моста через реку Рейн у Арнема — более чем на 10 километров. Время, затраченное на сбор войск и марш к объекту атаки, лишило англичан главной выгоды воздушно-десантной операции — момента внезапности. Спустя полчаса у британских парашютистов возникли первые серьезные проблемы. Радиостанции дают необъяснимые сбои — связь была потеряна практически со всеми подразделениями. На пути в Арнем в засаду попал авангард дивизии — разведэскадрон, движущийся на джипах. Остановлено было наступление и двух других батальонов. Только парашютистам 2-го батальона во главе с подполковником Джоном Фростом удалось достичь главной цели — автомобильного моста в Арнеме и начать подготовку к обороне. В этом ключевом пункте было немедленно установлено несколько 57-мм противотанковых пушек, простреливавших мост и подступы к нему на противоположном берегу Рейна.
Второй эшелон десанта, высаженный в полдень 18 сентября, не смог улучшить положение. Ночью немецкие соединения сумели подтянуть дополнительные силы в район Арнема. Это вынудило десантников перейти к обороне, они окончательно утратили инициативу.
19 сентября основные силы дивизии, оставив слабый заслон, блокированный у Арнемского моста, отошли к предмостному укреплению в районе Остербека на северном берегу реки. Здесь разделенные на две части, не имеющие достаточного количества противотанковых средств, ценой героических усилий десантники сумели отразить массированную атаку 9-й танковой дивизии СС.
Куда лучше шли дела у американцев. Несмотря на встречный огонь, десантникам 82-й дивизии удается захватить мост через Маас около Граве, а к вечеру под контроль переходит мост в Хёмене. Но из-за задержки в зоне высадки для зачистки прилегающих территорий не выполнена основная цель — не взят мост в Неймегене.
В районе Эйндховена части 101-й дивизии, не встречая сопротивления, взяли под контроль мост в Сент-Уденроде, и вошли в Вегель.
В это время после получения сведений об удачном исходе высадки командир 30-го британского армейского корпуса генерал-лейтенант Брайан Хоррокс, чьи силы превосходили противника по пехоте в два раза (по танкам и авиации численное преимущество было абсолютным), начал наступление с Неерпельтского плацдарма. В 14:00 четыреста тяжёлых орудий начали обстрел позиций противника, а через полчаса колонна, насчитывавшая в своем составе 20 тысяч транспортных средств, двинулась на северо-восток. Наступление английских войск (гвардейская бронетанковая и две пехотные дивизии) развивалось по одному-единственному шоссе, так как местность справа и слева от него была непроходимой для танков. Хоррокс не ожидал серьезного сопротивления со стороны немцев. На практике все обернулось по-другому. Уничтожение одного идущего впереди танка влекло за собой образование пробки и остановку всей колонны. На очистку дороги и продолжение марша всякий раз уходило много времени и сил, так что 17 сентября англичане прошли всего 6-8 километров, а к южной окраине Эйндховена авангард корпуса подошел только к исходу следующего дня. Замедление темпов продвижения сухопутных сил поставило десантников под удар.
Положение частей 1-й британской воздушно-десантной дивизии в целом продолжало ухудшаться. 19 сентября в течение дня англичане потеряли все средства радиосвязи и распылили свои силы, оставив некоторые подразделения без руководства и поддержки с воздуха. В Арнеме изолированные группы десантников вынуждены были вести ожесточенные уличные бои. Генерал Эркьюарт бездеятельно провел 36 часов, лежа под обстрелом на одном из низких городских чердаков. Действия британцев нельзя оценить иначе, как полный хаос.
В это время сухопутные войска союзников установили контакт с американскими десантниками 82-й дивизии в секторе «Неймеген», форсировав захваченные ранее мосты через канал Зейд-Виллемсварт и реку Маас, пройдя, таким образом, всего лишь полпути до Рейна. Совместными усилиями был взят автомобильный мост в Неймегене. Оставшиеся немецкие подразделения отошли на север и спешно начали устанавливать линию обороны в районе городка Эльст. В первые часы после взятия моста в Неймегене 17-километровый участок между Неймегеном и Арнемом был практически не защищен. Дорогу английским танкам перекрывала всего одна противотанковая позиция, устроенная за городком Лент. Однако наступательный порыв гвардейских гренадеров уже был исчерпан. Утром 20 сентября британские парашютисты по приказу командира дивизии начинают двигаться в Остербек, чтобы создать район обороны вокруг городка. Тем самым прекращаются попытки прорваться к окруженному батальону Фроста, удерживающему южную часть моста в Арнеме.
План генерала Эркьюарта был прост: контролировать полосу берега порядка 2,5 км в длину, которую в дальнейшем можно использовать в качестве плацдарма для 30-го корпуса. Таким образом, главная цель операции — переброска войск через Рейн — несмотря ни на что будет достигнута. Но этому не суждено было сбыться.
Спустя семьдесят часов тяжелого ближнего боя оставшиеся в живых 120 человек 2-го батальона утром 21 сентября все же были выбиты с Арнемского моста. В то время как командующий немецкой группировкой генерал Модель сосредоточил все усилия на ликвидации 1-й воздушно-десантной дивизии, пока на помощь ей не подошли силы 30-го корпуса, англичане безостановочно атаковали его заслоны в районе Неймегена, чтобы прорваться к своим десантникам, ведущим бой у переправы и занять таки Остербекский плацдарм. Для усиления частей, сражающихся в окрестностях города, в этот же день под Эльстом и Дрилем была произведена выброска резерва — 1-й польской парашютной бригады. Погода позволила осуществить высадку примерно 1000 человек.
22 сентября немецкие части прекратили атаковать осажденных в лоб и перешли к артобстрелу позиций, который не прекращался все утро. Усилился и снайперский огонь. Отдельные атаки позволяли немцам в течение следующих трех дней частично сужать район обороны, но понесенные потери не соответствовали результатам. Хотя броневой кулак 30-го корпуса застрял возле городка Эльст, бронеавтомобили 2-го кавалерийского полка отыскали окружной путь и встретились с польскими десантниками в Дриле. С наступлением темноты поляки предприняли попытку переправы через Рейн. В ход были пущены все переправочные средства — несколько резиновых лодок, каучуковые пояса, плотики, сооруженные из подручных материалов. Немцы обнаружили и обстреляли импровизированную переправу из пулеметов и минометов. К утру субботы на северный берег переправилось всего 52 человека.
22 сентября стал тяжелым днем и в секторе «Эйндховен». Позже генерал Хоррокс назовет этот день «чёрной пятницей». По всему фронту немцы провели ряд контратак, чтобы нащупать наиболее уязвимое место в обороне союзников.
Первым был атакован Вегель. Оборонявшим его подразделениям 501-го полка 101-й дивизии оказалось не под силу остановить наступление немцев. На помощь парашютистам был отправлен 44-й танковый полк из состава 30-го корпуса, а также часть 506-го полка той же парашютной дивизии. После многочасового боя контрнаступление немцев удалось остановить, но ситуация северо-восточнее оставалась тяжелой. Была блокирована дорога из Эйндховена в Неймеген, получившая прозвище «Адское шоссе».
В субботу немцы вновь попытались отбить Вегель, но были отброшены. Тем не менее часть дороги все ещё находилась под их контролем. Для возобновления движения по шоссе генерал Хоррокс отозвал из-под Неймегена 32-ю гвардейскую бригаду с задачей атаковать с севера части противника и открыть коридор. Первоначально эта бригада должна была выйти в Дриль и обеспечить постановку наплавных мостов через Рейн, но не успев даже сосредоточить силы для удара на север, вынуждена была снова возвращаться на юг. Бригада вернулась в Уден около 17:00 23 сентября. Совместная атака с двух направлений позволила вновь открыть коридор.
В течение субботы 23 сентября ситуация в секторе «Арнем» практически не изменилась. Силы парашютистов таяли. Однако они продолжали яростно отбивать немецкие атаки.
Во второй половине дня в небе показались самолёты с грузами снабжения 1-й парашютной дивизии. Это был последний массовый вылет транспортных самолётов. Потеряв 8 машин, летчики, однако, мало чем помогли парашютистам. Основная часть сброшенных грузов оказалась у немцев.
Несмотря на значительные потери в субботу, с утра воскресенья 24 сентября немцы вновь предприняли попытку перерезать жизненно важное для союзников «Адское шоссе».
У деревушки Эрде западнее Вегеля в бой вступили немецкие парашютисты. С трудом этот населенный пункт удалось отстоять. Зато южнее, у городка Куверинг, на стыке 501 и 502-го парашютных полков, коридор снова оказался блокирован. К вечеру немецкие войска вышли непосредственно к шоссе, сожгли колонну английских грузовиков и полностью остановили движение по трассе. Союзникам опять пришлось отвлекать силы с основного направления удара, чтобы залатать дыры в обороне (но это удалось сделать только к 27 сентября). Неудачи в этом секторе стали одним из решающих факторов в судьбе операции «Маркет Гарден».
Всё же, через неделю обескровившего обе стороны сражения, английское командование отказалось от планов удержать предмостное укрепление в Остербеке. 25 сентября Эркьюарт получил приказ ночью покинуть свои позиции и отступить за реку к Неймегену. Переправа через Рейн была проведена на десантных лодках под покровом темноты.
Операция «Маркет Гарден» закончилась утром 26 сентября, когда через восемь суток тяжелейших боев 2400 изнуренных солдат — остатки 1-й дивизии — достигли Неймегена.

### Нидерландское сопротивление
Британские части в Арнеме игнорировали Нидерландское сопротивление, в отличие от американских воздушно-десантных дивизий. Это было вызвано заметным ущербом, нанесенным британской шпионской сети в Нидерландах в результате контрразведывательной операции нацистов "Северный полюс", о которой стало известно в апреле 1944 года. Британцы, зная о нанесённом ущербе агентам в Нидерландах, отказались от контактов с гражданскими нидерландцами. Американские военнослужащие, которые не имели такого неприятного опыта, решили воспользоваться помощью Нидерландов. Информация о высадке десанта в местечке Дрил или о подземной тайной телефонной сети могла изменить исход боя, особенно когда радиосвязь Союзников заглохла и приходилось полагаться на курьеров. Кроме того, телефонная сеть была необходима, чтобы держать связь с 30-м корпусом и сообщить главному командованию военно-воздушных сил информацию о бедственной ситуации в Арнеме.

## Итоги
Основная стратегическая цель операции — открытие пути для вторжения в Германию через северо-запад страны — не была достигнута. Однако операция обеспечила продвижение сухопутных войск союзников на значительное расстояние вглубь территории Нидерландов. 101-я и 82-я воздушно-десантные дивизии США последовательно, путём захвата мостов, обеспечивали это продвижение, однако мост в Арнеме, захваченный британскими и польскими парашютистами, действительно оказался для союзников «слишком далеко» (по неподтверждённым сведениям, фраза принадлежит генералу Браунингу). Арнем остался в руках немецких войск.
В связи с тем, что Голландская операция сентября 1944 года закончилась очевидной стратегической неудачей, Монтгомери в послевоенных мемуарах признал:

Берлин был потерян для нас, когда мы не смогли разработать хороший оперативный план в августе 1944 года, после победы в Нормандии.

Виною тому были как объективные обстоятельства (умелые действия противоборствующей стороны), так и ряд ошибок и упущений, допущенных при планировании операции высшим командованием (были проигнорированы данные разведки о наличии немецких танковых частей в районе высадки, не была на должном уровне поставлена секретность — из-за чего в руки противника могли попасть оперативные планы, включая места высадки десанта), и техническими службами. Так, планы командира 1-й воздушно-десантной дивизии Великобритании генерала Роя Уркварта были нарушены отсутствием или неработоспособностью в месте высадки необходимых средств связи и внедорожных автомобилей со специальным вооружением и снаряжением по типу SAS, что лишило войска манёвра и боевой слаженности — основных преимуществ воздушного десанта перед превосходящими в численном и техническом отношении силами противника. Зона высадки английских парашютистов находилась слишком далеко от линии фронта, а наступление механизированных частей проходило слишком медленно. Давая командованию 1-й воздушно-десантной армии приказ захватить мосты и переправы на дороге от бельгийской границы до Арнема, Монтгомери обещал: «Продержитесь двое суток, и я сменю вас войсками с должным вооружением». На самом деле парашютисты удерживали северный конец моста через Нижний Рейн четверо суток, плацдарм на берегу реки — девять суток, а смена так и не пришла.
Однако, существует другая версия, согласно которой в провале Арнемской воздушно-десантной операции виновен немецкий шпион. В 1954 году начальник голландской контрразведывательной миссии при штабе верховного главнокомандующего экспедиционными силами союзников О. Пинто сообщил, что шпионом являлся бывший военнослужащий французского иностранного легиона, голландец Христиан Линдерманс по кличке «Кинг-Конг» (командир одного из отрядов «внутренних вооружённых сил» голландского сопротивления, бывший агентом абвера с 1943 года), приглашённый канадским командованием вооружённых сил для оказания помощи при подготовке операции. Вслед за этим, Линдерманс перешёл линию фронта и 15 сентября 1944 года в Дрибергене сообщил сведения о высадке воздушного десанта полковнику абвера Кизеветтеру.

## В массовой культуре

### Кино
- Событиям операции посвящён художественный фильм «Мост слишком далеко» (1977).
- 4-й эпизод сериала «Братья по оружию» также посвящён событиям операции.

### Компьютерные игры
- игры Brothers in Arms: Hell’s Highway, Close Combat: A Bridge Too Far и Arnhem полностью посвящены событиям голландской операции.
- Один из эпизодов компьютерной игры R.U.S.E. посвящён событиям данной операции.
- В игре Company of Heroes: Opposing Fronts описывается успешная попытка немецкой танковой элиты отразить десант противника во время Операции «Маркет Гарден».
- В игре Call of Duty: Roads to Victory много миссий посвящены данной операции.
- В игре «Блицкриг» есть миссия, в основу которой легла операция «Маркет Гарден».
- В игре Battlefield 1942, есть карта «Операция Маркет Гарден».
- В игре Medal of Honor: Airborne есть карта «Садовый рынок». Также ей посвящена одна из миссий.
- В игре «В тылу врага» американская кампания посвящена захвату моста в Неймегене.
- В игре «В тылу врага 2» в одной из миссий немецкой кампании необходимо уничтожить мост в Неймегене.
- В игре Call of duty 2 говорится, что она «С треском провалилась».
- В игре Commandos: Behind Enemy Lines — миссия «Предотвратить пожар».
- В игре Panzer General — миссия Market-Garden.
- В игре Sudden Strike 2 кампания за Великобританию посвящена данной операции.
- В игре Starcraft существует карта "Bridge too near", название которой является аллюзией на фразу.
- В видеоигре Medal of Honor: Frontline есть задание, которое выполняется главным героем во время Операции «Маркет Гарден».
- Combat mission: Market Garden[англ.].
- Men of War — Карты Неймеген, и миссии.
- Игра Hearts of iron 4: Фраза: «Мне кажется, с мостами мы не рассчитали.» Фредерик Браунинг (перед операцией «Маркет Гарден»)
- Игра Battlefield 5
- В игре Squad 44 есть карта «Battle Of Arnhem»
- Игра Panzer Campagnes: Market Garden '44
- В игре Unity of Command II одна из миссий посвящена данной операции.
- В игре Team Fortress 2 одно из оружий названо в честь кодового названия операции -  Market Gardener
- В игре Arnhem / The 'Market Garden' Operation (ZX Spectrum)

## Комментарии
1. ↑  Состояла из двух частей: высадки десанта в Арнеме — Market, и продвижения наземных частей на Арнем — Garden